# Isla Blanca (Venezuela)
Isla Blanca (también conocida simplemente como Islote El Farallón o Roca de los Pájaros) es un pequeño islote rocoso del Mar Caribe, ubicado en la Bahía de Pampatar al sureste de la isla de Margarita, (parte del Municipio Mariño (Nueva Esparta) en Venezuela. Se encuentra deshabitado y depende administrativamente del Estado insular venezolano de Nueva Esparta. Esta justo al sur del Municipio Maneiro y del Castillo de San Carlos Borromeo, y al este del Municipio Mariño y Playa moreno. El viaje en bote al Farallón desde Margarita tarda unos 15 minutos, es popular entre los turistas por las aves que la frecuentan, por sus paisajes cercanos de múltiples arrecifes de coral, y por la Virgen Del Valle sumergida en sus alrededores, por lo que la práctica del buceo es común en el área. 